# فياشيسلاف كروتوف
فياشيسلاف كروتوف (بالروسية: Кротов, Вячеслав Александрович)‏ (14 فبراير 1993 بأستراخان في روسيا - ) هو لاعب كرة قدم روسي في مركز الهجوم. لعب مع سبارتاك موسكو ونادي أوفا وFC Volgar Astrakhan ‏ ونادي سبارتاك موسكو 2 لكرة القدم.

## وصلات خارجية
- فياشيسلاف كروتوف على موقع قاعدة بيانات كرة القدم.إي يو (الإنجليزية)
- فياشيسلاف كروتوف على موقع Soccerway.com (الإنجليزية)
- فياشيسلاف كروتوف على موقع عالم كرة القدم.نت (الإنجليزية)